# Скок във времето
„Скок във времето“ (на английски: A Sound of Thunder) е научнофантастичен трилър от 2005 г. на режисьора Питър Хайъмс и във филма участват Едуард Бърнс, Катрин Маккормак и Бен Кингсли. Това е копродукционен филм между Великобритания, САЩ, Чехия и Германия. Филмът е базиран на едноименната кратка история от 1952 г., написана от Рей Бредбъри. Филмът получава негативни отзиви от критиците.